# Riera de la Boella
La Riera de la Boella o Riera de la Sisena és un curs fluvial que discorre per les comarques del Baix Camp i del Tarragonès. Neix entre els municipis de la Selva del Camp i d'Almoster a partir del barranc de la Coma, el torrent de la Llebreta i el torrent d'en Bartra. Després de creuar soterrat el polígon industrial de Constantí rep les aigües del barranc del Mas del Sol, formades per les del Barranc Brut i el Barranc de les Alzines.
Entra breument al terme municipal de Reus i queda canalitzada per sota de la pista de l'Aeroport de Reus, sota el Mas Vermell de Constantí. Travessa de nord a sud la partida de Quart, amb el Mas de Puig i el Mas de Riera a la vora esquerra. Entra al terme de la Canonja i passa pel cantó est del mas la Boella, amb el que comparteix el nom. Poc després creua el Sender del Mediterrani (GR 92) i la N-340 per tornar a quedar estretament canalitzada i en alguns trossos soterrada pel polígon sud del Complex petroquímic de Tarragona, allà es troba amb el Barranc de Castellet, poc després reapareix a la zona del Complex Educatiu de Tarragona formant la llacuna de la Universitat Laboral i desemboca directament al mar pel port de Tarragona.
En el seu transcurs hi destaca el jaciment del barranc de la Boella, on s'hi han trobat restes d'alt valor arqueològic.